# Johann Franck

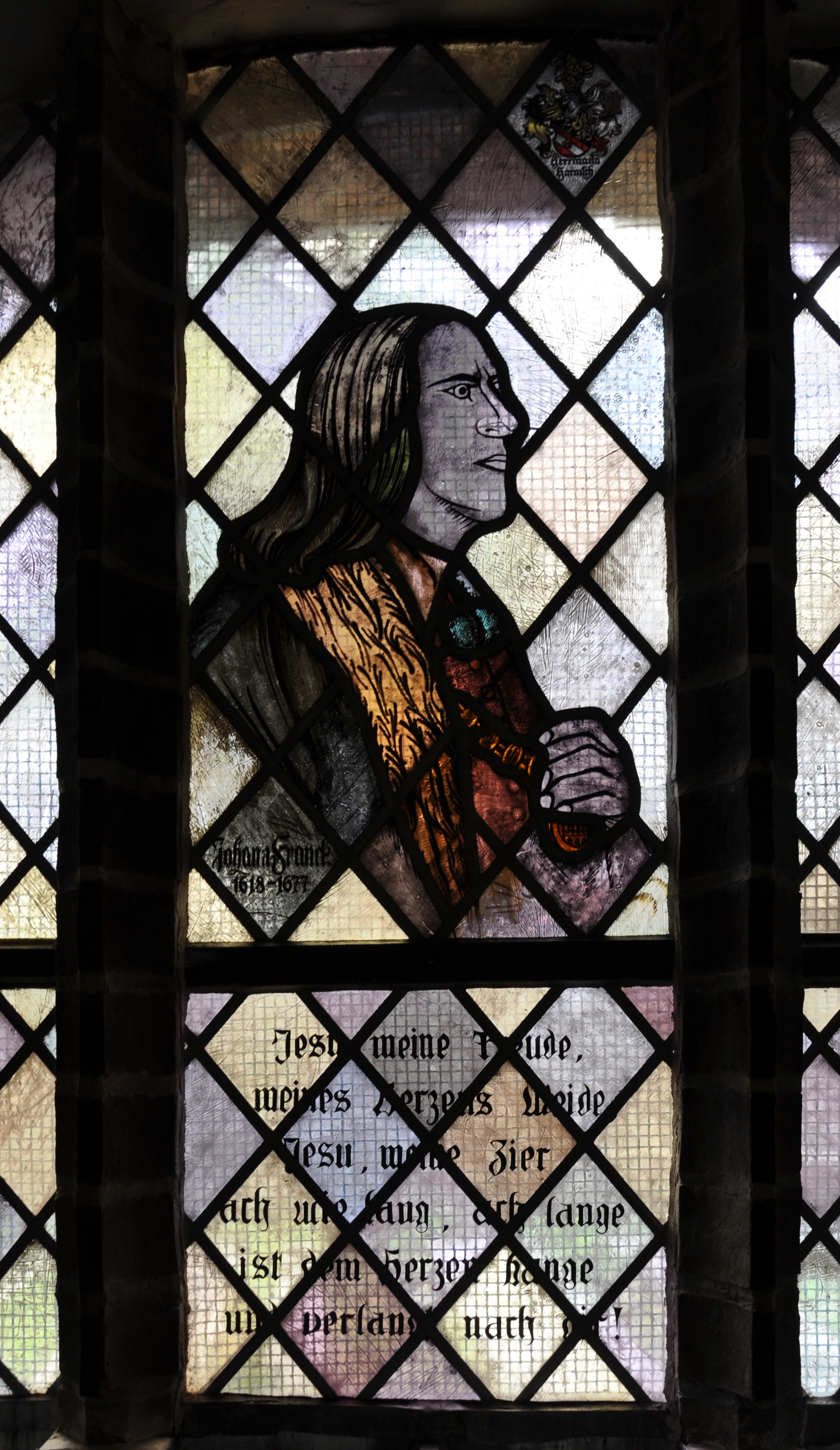
Johann Franck, künstlerische Darstellung in einem Fenster der Paul-Gerhardt-Kirche (Lübben)

Johann Franck, auch Frank, (* 1. Junijul. / 11. Juni 1618greg. in Guben; † 18. Junijul. / 28. Juni 1677greg. ebenda) war ein deutscher Jurist und Dichter bekannter Kirchenlieder, aber auch weltlicher Gedichte.

## Leben

Unterschrift Francks unter einer Vollmacht des Gubener Stadtrats für den Bürgermeister Max Brachmann vom 14. Januar 1673 zu Verhandlungen mit J. A. von Dallwitz auf Starzeddel

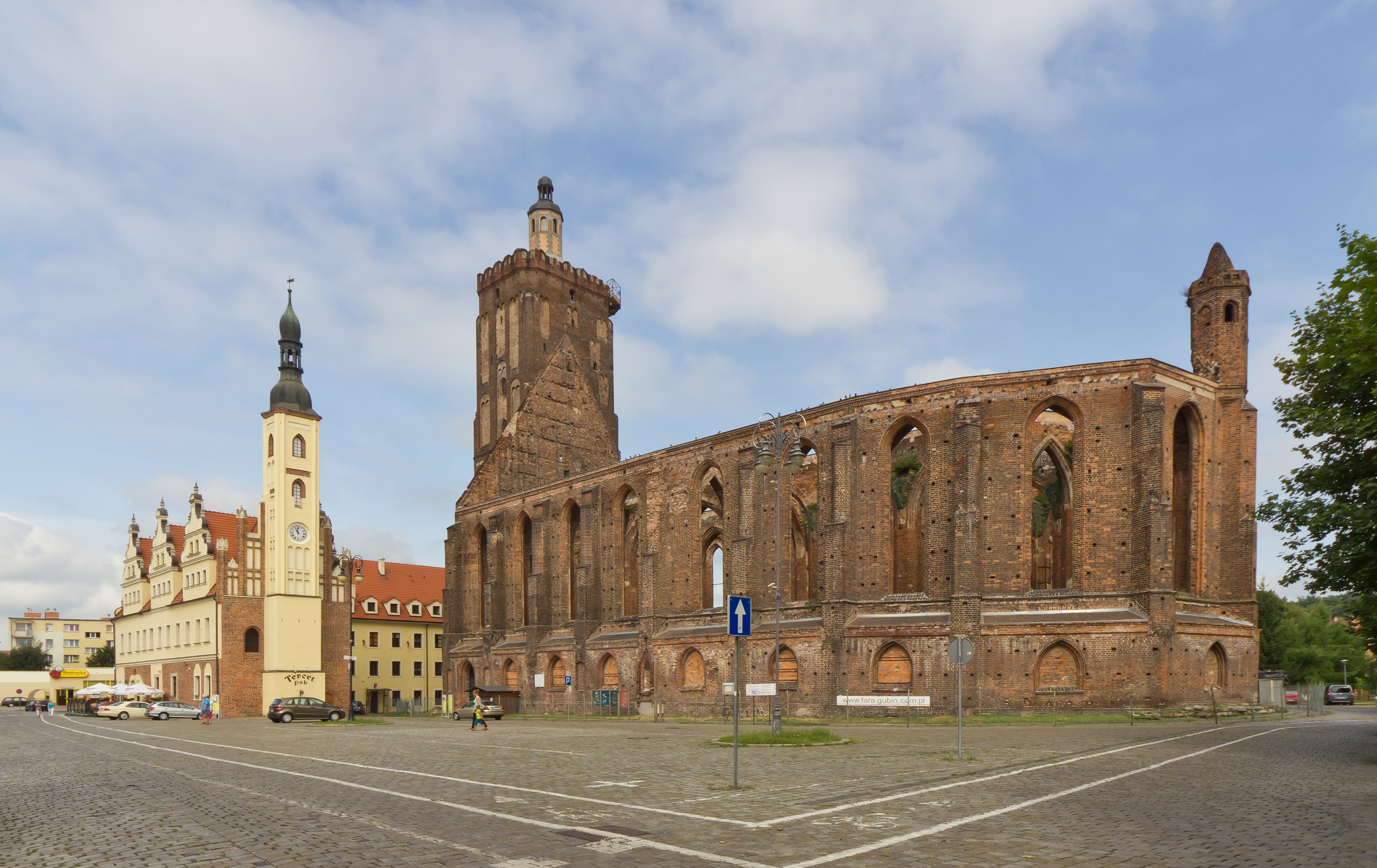
Rathaus und Ruine der Stadtkirche in Gubin (2013)

Johann Franck war der Sohn eines Advokaten, der schon 1620 starb. Sein Onkel, der Stadtrichter Adam Tielckau, nahm sich seiner an. Nach dem Besuch der Lateinschule in Guben besuchte er die Schulen in Cottbus und Stettin sowie das Gymnasium in Thorn. Ab dem 28. Juni 1638 studierte er die Rechte in Königsberg. Dort wurde er von dem Dichter volkstümlicher Lieder Simon Dach beeinflusst, zu dessen Freundes- und Dichterkreis Kürbishütte er gehörte. Auf Wunsch seiner Mutter kehrte er Ostern 1640 nach Guben zurück, das damals im Dreißigjährigen Krieg stark unter schwedischen Truppen zu leiden hatte. Nach der Rückkehr von einer Reise nach Prag im Mai 1645 war er als Advokat tätig. 1648 wurde er Ratsherr und 1661 Bürgermeister in Guben. Seit 1671 vertrat er als Landesältester seine Heimatstadt im Landtag der Niederlausitz.
Johann Franck schuf 110, vor allem geistliche Lieder, die in die meisten evangelischen deutschen Kirchengesangbücher aufgenommen wurden (siehe: Geschichte des geistlichen Liedes auf dem europäischen Kontinent). Die meisten seiner Werke haben an Bedeutung verloren; im Evangelischen Gesangbuch finden sich nur noch zwei seiner Lieder. Auch in den aktuellen Kirchengesangbüchern Schwedens und des schwedischsprachigen Finnland sind mindestens 4 seiner Lieder enthalten. Zu seinen besten Liedern gehören zum Beispiel Schmücke dich, o liebe Seele (EG 218), Jesu, meine Freude (EG 396), Du, o schönes Weltgebäude und andere, von denen einige auch von Johann Crüger vertont wurden. In seinem Werk zeigt er Verwandtschaft mit Paul Gerhardt. Seine weltlichen Gedichte sind zumeist Gelegenheitsdichtungen, aber auch Liebesgedichte und natur- und heimatbezogene Verse.

## Schriften
- Johann Franckens hunderttönige Vaterunsersharfe. Vake, Wittenberg 1646. (Digitalisat)
- Poetische Werke. Koch, Frankfurt (Oder) 1648. (Digitalisat)
- Geistliches Sion. 6 Teile. Guben 1674. (Digitalisat) (dasselbe u.d.T. Teutsche Gedichte, Wittenberg o. J.)
- Julius Leopold Pasig (Hrsg.): Johann Franck’s Geistliche Lieder. Nach der Ausgabe letzter Hand unverändert herausgegeben. Auswahl von 56 Liedern. Gebhardt, Grimma 1846 (Digitalisat des Exemplars der Bayerischen Staatsbibliothek).

## Vertonungen
- Johann Sebastian Bach schuf die Motette Jesu, meine Freude auf den Text von Johann Franck; sein Abendmahlslied Schmücke dich, o liebe Seele ist die Grundlage für die gleichnamige Bach-Kantate (BWV 180).